# Tufang, Fujian
Tufang är en köping i sydöstra Kina. Den ligger i Changting härad i staden Longyan i provinsen Fujian,  omkring 290 kilometer väster om provinshuvudstaden Fuzhou. Antalet invånare är 14 225. Befolkningen består av 6 935 kvinnor och 7 290 män. Barn under 15 år utgör 22,0 %, vuxna 15-64 år 62 %, och äldre över 65 år 14,0 %.